# The Williams Brothers
The Williams Brothers, bestehend aus den vier Williams-Brüdern Andy, Don, Dick und Bob, waren eine US-amerikanische Country-Vokal-Gruppe.

## Karriere
Andy Williams war einer der frühen Künstler des WLS National Barn Dance. Um 1941 gründete er dann mit seinen Brüdern die Williams Brothers; die Gruppe avancierte neben den WLS Rangers zu einer der erfolgreichsten Gruppen des National Barn Dances. Die vier Brüder kamen ursprünglich aus Iowa und lernten das Singen in ihrer Familie. Neben dem Barn Dance traten sie ebenfalls in den Country-Shows WLW Boone County Jamboree und WHO Iowa Barn Dance Frolic. Andy Williams startete nach seiner Musiker-Karriere seine eigene TV-Show und gewann mehrere große Golf-Turniere.